# Hakita-(Hg)
La hakita-(Hg), abans coneguda simplement com a hakita, és un mineral de la classe dels sulfurs, que pertany i dona nom al subgrup de la hakita. Va ser anomenada en honor de Jaroslav Hak, mineralogista txec.

## Característiques
La hakita-(Hg) és un selenur de fórmula química Cu₆(Cu₄Hg₂)Sb₄Se₁₂Se. Cristal·litza en el sistema isomètric en forma de grans anèdrics, de fins a 0,3 mm. La seva duresa a l'escala de Mohs és 4,5.
Segons la classificació de Nickel-Strunz, la hakita-(Hg) pertany a «02.G - Nesosulfarsenits, etc. amb S addicional» juntament amb els següents minerals: argentotennantita, freibergita, giraudita, goldfieldita, tennantita, tetraedrita, selenoestefanita, estefanita, pearceïta, polibasita, selenopolibasita, cupropearceïta, cupropolibasita i galkhaïta.

## Formació i jaciments
La hakita-(Hg) es forma en filons epitermals de calcita. Va ser descoberta a Předbořice, a la Bohèmia Central (Bohèmia, República Txeca). També ha estat descrita a Alemanya, l'Argentina, el Japó, Mèxic, altres indrets de la República Txeca, i Rússia.
Sol trobar-se associada a altres minerals com: berzelianita, clausthalita, umangita, calcopirita, pirita, uraninita, hematita, goetita i or natiu.